# سلوبودان أغوتش
سلوبودان أغوتش مواليد 18 يناير 1977 في نوفي ساد، جمهورية صربيا الاشتراكية، هو لاعب كرة سلة صربي. بدأ مسيرته الاحترافية في سنة 2001. لعب مع نادي رادنيتشكي كراغوييفاتس لكرة السلة ونادي تيميشوارا لكرة السلة.

## روابط خارجية
- سلوبودان أغوتش على موقع كرة السلة الأوروبية.كوم (الإنجليزية)
- سلوبودان أغوتش على موقع ريلجم (الإنجليزية)
- سلوبودان أغوتش على موقع بروبوليرز (الإنجليزية)